# Monterrey (California)
Monterrey (en inglés, Monterey) es una ciudad del estado estadounidense de California. Fue cabecera del condado de Monterrey, la cual hoy es Salinas, California. Actualmente cuenta con 30 641 habitantes y una densidad de población de 1402 hab./km². Está situada en el extremo sur de la bahía homónima, en la costa del océano Pacífico.

## Historia

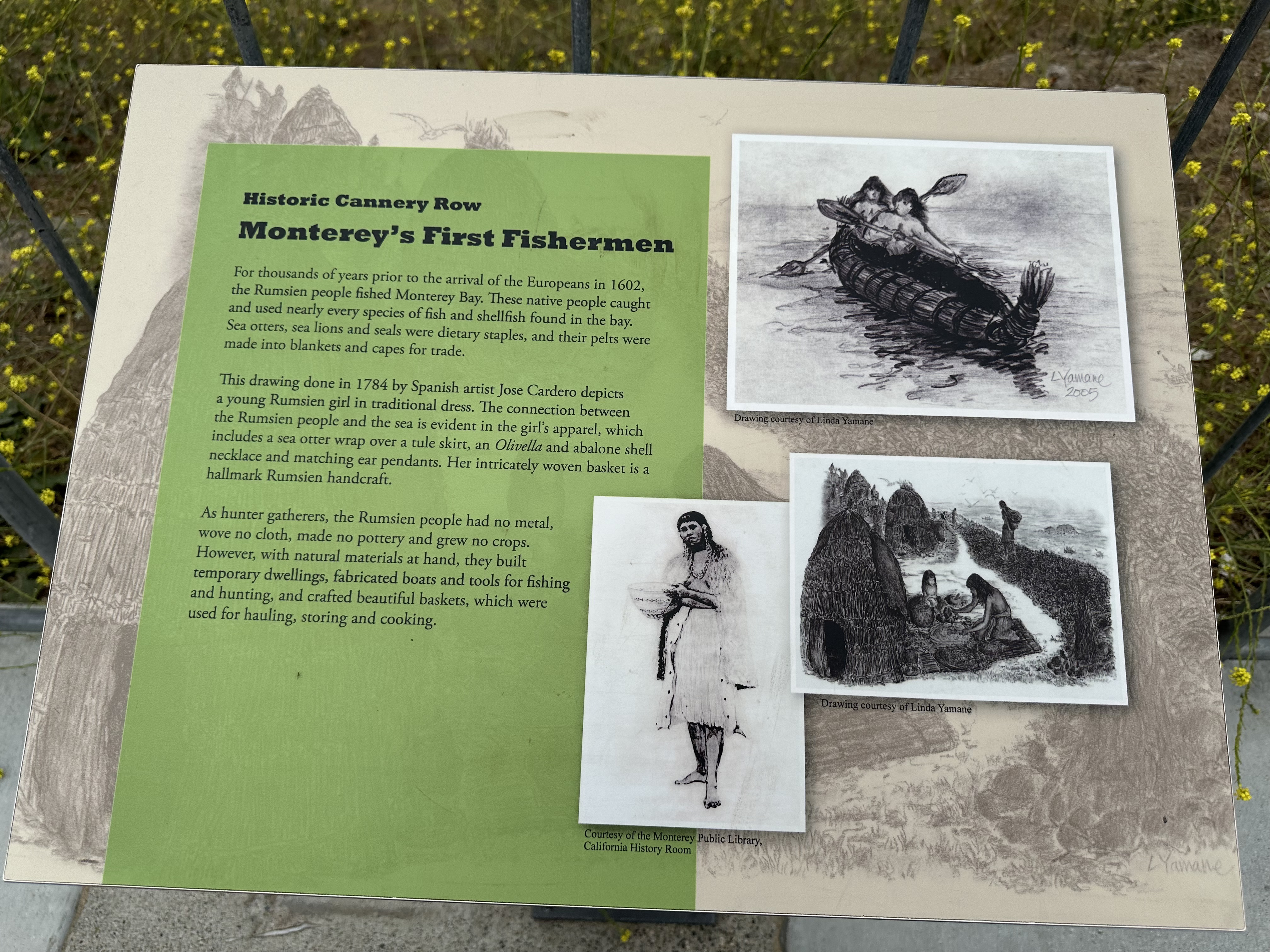
Primeros pescadores de Monterey

Desde mucho antes de la llegada de los europeos en 1602, el pueblo Rumsien (uno de los siete pueblos Ohlone del litoral de California) pescaba en la Bahía de Monterey. Estos nativos capturaban y utilizaban casi todas las especies de peces y mariscos que se encontraban en la bahía. Las nutrias marinas, los leones marinos y las focas eran alimentos básicos en su dieta, y sus pieles se convertían en mantas y capas para el comercio.
El dibujo de la imagen a la izquierda fue realizado en 1784 por el artista español José Cardero, el cual representa a una joven Rumsien con vestimenta tradicional. La conexión entre el pueblo Rumsien y el mar es evidente en la vestimenta de la niña, que incluye un abrigo de nutria marina sobre una falda de tule, un collar de conchas de Olivella y abalón, y pendientes a juego. Su canasta, intrincadamente tejida, es una muestra distintiva de la artesanía Rumsien.
El pueblo Rumsien no utilizaba metales, no tejía telas, no fabricaba cerámica ni cultivaba cultivos. Sin embargo, con los materiales naturales a su disposición, construían viviendas temporales, fabricaban botes y herramientas para la pesca y la caza, y confeccionaban hermosas canastas, que se usaban para transportar, almacenar y cocinar.
Los investigadores han encontrado una serie de basureros de conchas en el área y, basándose en la evidencia arqueológica, concluyeron que el alimento marino principal de Ohlone consistió en mejillones y abulón. Se han localizado varios basureros a lo largo de unos 19 kilómetros de costa rocosa en la península de Monterrey.
En 1602 Sebastián Vizcaíno registró en su bitácora el nombre de «Bahía de Monterrey». Vizcaíno marchó a pie por el sur de la bahía y describió un gran puerto natural excelente para el anclaje o ancoraje de los navíos del Galeón de Manila. También Vizcaíno señaló la existencia de un cabo o punta costera cubierta de un importante  monte o bosque de pinos (llamada en los mapas en inglés actuales con el nombre híbrido de «Point Pinos», que corresponde al extremo norte de la Península de Monterrey).
En 1769 la primera exploración por tierra (desde la Ciudad de México) a la Alta California, fue comandada por Gaspar de Portolá (ver Expedición de Portolá), marchando a caballo desde San Diego, tratando de avistar el puerto que Vizcaíno había bautizado como «Puerto de Monterrey» o del Monte Rey (luego en homenaje a los monarcas españoles denominado «San Carlos del Monte Rey») desde hacía 167 años antes. Por alguna razón  esta exploración falló en reconocer esta plaza cuando el 1 de octubre de 1769 pasó por sus cercanías; la partida terrestre española avanzó hacia el norte hasta descubrir la Bahía de San Francisco (la que por mucho tiempo fue llamada Bahía de la Bodega) y luego retornó hacia el sureste. En el viaje de regreso, acamparon cerca de una de las lagunas de Monterrey el 27 de noviembre, todavía no convencidos de que habían encontrado el lugar que Vizcaíno había descrito.

El misionero franciscano Juan Crespí señala en su diario: "Nos detuvimos a la vista de la punta de Pinos (reconocida, como se dijo, en el comienzo de octubre) y acampamos cerca de una pequeña laguna que tiene agua algo fangosa, pero abunda en pastos y leña".

Fundada el 3 de junio de 1770 con el nombre de El Presidio Real de San Carlos de Monterrey. De esta época data también la Catedral de San Carlos Borromeo. Monterrey fue la primera capital de la provincia novohispana de Las Californias, en detrimento de Loreto, desde 1777 hasta 1849, por lo que se la considera la primera capital del estado de California.
El 24 de noviembre de 1817, el corsario Hipólito Bouchard —francés al servicio de Argentina— desembarcó con 200 hombres en una caleta oculta por las alturas, a una legua del presidio de Monterrey. La resistencia del fuerte fue débil y tras una hora de combate fue enarbolada la bandera argentina. Los argentinos tomaron la ciudad durante seis días, en los que se apropiaron del ganado, quemaron el fuerte, el cuartel de los artilleros, la residencia del gobernador y las casas de los españoles, junto a sus huertas y jardines. Retirándose el 29 de noviembre.
Pasó a poder del Primer Imperio Mexicano el 10 de noviembre de 1822, cuando el último gobernador español Pablo Vicente de Sola la entregó. 
Durante el periodo mexicano, se determinó que en esta ciudad se ubicara el Juzgado de Distrito del Territorio de la Alta California, el cual existió desde 1834, cuando Luis del Castillo Negrete, juez de distrito nombrado, tomó posesión del juzgado; hasta 1836, cuando por la rebelión liderada por Juan Bautista Alvarado, el juez dejó la ciudad hacia el territorio de la Baja California, con lo que de facto quedó inhabilitado esa instancia y cerraría definitivamente hasta 1841, con un decreto de Antonio López de Santa Anna.Posteriormente, en 1842, se instaló el Superior Tribunal de Justicia del Departamento de las Californias, el cual tuvo una vida efimera, pues dejó de funcionar en 1845.
Entre el 19 y 20 de octubre de 1842 fue ocupado por tropas de la marina estadounidense, que creían que se había iniciado una guerra con México, retirándose tras la petición del gobernador Manuel Micheltorena.
En la Intervención estadounidense en México, la ciudad fue ocupada por los EE. UU. el 7 de julio de 1846 durante la batalla de Monterrey. Por el Tratado de Guadalupe Hidalgo de 1848, la Alta California pasó a formar parte de los Estados Unidos, Monterrey dejó de ser ciudad mexicana. En 1850 también era reemplazada como capital de California por Sacramento.

## Características
La ciudad de Monterrey recibe unos 4 millones de turistas al año. Tiene una gran reserva natural marina, dotada de una gran variedad de especies.
La economía se basa principalmente en su turismo, y también en gran medida en la pesca.
Se celebran varios eventos automovilísticos en la zona, son de destacar:
- El autódromo de Laguna Seca alberga cada año competiciones de automovilismo y motociclismo de América del Norte.
- El concurso automovilístico de elegancia de Pebble Beach (Pebble Beach Concours d'Elegance) celebrado en el recinto del campo de golf de la localidad.

También se celebra el Sea Otter Classic, festival de ciclismo y deportes al aire libre.
Asimismo, cuenta con varios centros educativos como lo son el Monterey Institute of International Studies, Defense Language Institute, Naval Posgraduate School y el Monterey Peninsula College.

## Geografía
Se encuentra aproximadamente a 550 km al norte de Los Ángeles y a 200 km al sur de San Francisco, situada en la península homónima y con vistas al sur del océano Pacífico.

### Clima
| Parámetros climáticos promedio de Monterrey, California                              | Parámetros climáticos promedio de Monterrey, California | Parámetros climáticos promedio de Monterrey, California | Parámetros climáticos promedio de Monterrey, California | Parámetros climáticos promedio de Monterrey, California | Parámetros climáticos promedio de Monterrey, California | Parámetros climáticos promedio de Monterrey, California | Parámetros climáticos promedio de Monterrey, California | Parámetros climáticos promedio de Monterrey, California | Parámetros climáticos promedio de Monterrey, California | Parámetros climáticos promedio de Monterrey, California | Parámetros climáticos promedio de Monterrey, California | Parámetros climáticos promedio de Monterrey, California | Parámetros climáticos promedio de Monterrey, California |
| Mes                                                                                  | Ene.                                                    | Feb.                                                    | Mar.                                                    | Abr.                                                    | May.                                                    | Jun.                                                    | Jul.                                                    | Ago.                                                    | Sep.                                                    | Oct.                                                    | Nov.                                                    | Dic.                                                    | Anual                                                   |
| ------------------------------------------------------------------------------------ | ------------------------------------------------------- | ------------------------------------------------------- | ------------------------------------------------------- | ------------------------------------------------------- | ------------------------------------------------------- | ------------------------------------------------------- | ------------------------------------------------------- | ------------------------------------------------------- | ------------------------------------------------------- | ------------------------------------------------------- | ------------------------------------------------------- | ------------------------------------------------------- | ------------------------------------------------------- |
| Temp. máx. abs. (°C)                                                                 | 32.2                                                    | 30                                                      | 28.9                                                    | 33.9                                                    | 35                                                      | 38.3                                                    | 36.7                                                    | 35.6                                                    | 38.3                                                    | 40                                                      | 35                                                      | 31.7                                                    | 40                                                      |
| Temp. máx. media (°C)                                                                | 14.6                                                    | 15.3                                                    | 16                                                      | 16.7                                                    | 17.2                                                    | 18.3                                                    | 19.1                                                    | 19.8                                                    | 20.9                                                    | 20.1                                                    | 17.1                                                    | 14.3                                                    | 17.4                                                    |
| Temp. mín. media (°C)                                                                | 6.5                                                     | 7.1                                                     | 7.4                                                     | 7.9                                                     | 8.9                                                     | 10.2                                                    | 11.2                                                    | 11.7                                                    | 11.6                                                    | 10.4                                                    | 8.4                                                     | 6.6                                                     | 9                                                       |
| Temp. mín. abs. (°C)                                                                 | -5.6                                                    | -3.3                                                    | 0                                                       | 1.7                                                     | 1.7                                                     | 5                                                       | 6.1                                                     | 7.2                                                     | 5                                                       | 1.7                                                     | -1.1                                                    | -6.7                                                    | -6.7                                                    |
| Precipitación total (mm)                                                             | 111.8                                                   | 99.6                                                    | 85.9                                                    | 37.8                                                    | 14.2                                                    | 5.1                                                     | 1.3                                                     | 1.8                                                     | 6.1                                                     | 26.9                                                    | 58.9                                                    | 86.6                                                    | 535.9                                                   |
| Días de precipitaciones (≥ 0.01 in)                                                  | 12                                                      | 10                                                      | 10                                                      | 6                                                       | 4                                                       | 3                                                       | 2                                                       | 2                                                       | 2                                                       | 4                                                       | 7                                                       | 10                                                      | 70                                                      |
| Fuente n.º 1: WRCC (temperature and precipitation 1981-2010, extremes 1906–presente) |                                                         |                                                         |                                                         |                                                         |                                                         |                                                         |                                                         |                                                         |                                                         |                                                         |                                                         |                                                         |                                                         |
| Fuente n.º 2: Weather Channel                                                        |                                                         |                                                         |                                                         |                                                         |                                                         |                                                         |                                                         |                                                         |                                                         |                                                         |                                                         |                                                         |                                                         |

## Ciudades hermanas
Monterrey está hermanada con:
- Dubrovnik, Croacia (2006)
- Isola delle Femmine, Italia (2017)
- Cervia, Italia (2014)
- Kuşadası, Turquía (2007)
- Lankaran, Azerbaiyán (2011)
- Lérida, España (1980)
- Nanao, Japón (1995)